# Ciriottiïta
La ciriottiïta és un mineral de la classe dels sulfurs. Rep el nom en honor d'Ernesto Ciriotti (b. 1945), mineralogista italià de la Universitat de Torí i membre fundador de l'Associació Micromineralògica Italiana, per la seva llarga contribució a la sistemàtica mineral.

## Característiques
La ciriottiïta és un sulfur de fórmula química Cu(Cu,Ag)₃Pb19(Sb,As)22(As₂)S56. Va ser aprovada com a espècie vàlida per l'Associació Mineralògica Internacional l'any 2015. Cristal·litza en el sistema monoclínic.
L'exemplar que va servir per a determinar l'espècie, el que es coneix com a material tipus, es troba conservat a les col·leccions mineralògiques del Museu d'Història Natural de la Universitat de Florència, a Itàlia, amb el número de catàleg: 3161/i.

## Formació i jaciments
Va ser descoberta al túnel Espérance de les mines de Tavagnasco, a la localitat homònima dins la ciutat metropolitana de Torí (Piemont, Itàlia). Es tracta de l'únic indret de tot el planeta on ha estat descrita aquesta espècie mineral.